# Liste der Länderspiele der macauischen Futsalnationalmannschaft der Frauen
Die nachfolgende Liste enthält alle Länderspiele der macauischen Futsalnationalmannschaft der Frauen, die der Fußballverband von Macau, die Associação de Futebol de Macau (AFM), im Jahr 2017 gegründet hat. Futsal ist die einzige von der FIFA anerkannte Variante des Hallenfußballs. Bisher wurden vier Länderspiele ausgetragen.

## Länderspielübersicht
Legende
- Erg. = Ergebnis
- n. V. = nach Verlängerung
- i. S. = im Sechsmeterschießen
- abg. = Spielabbruch
- H = Heimspiel
- A = Auswärtsspiel
- * = Spiel auf neutralem Platz
- Hintergrundfarbe grün = Sieg
- Hintergrundfarbe gelb = Unentschieden
- Hintergrundfarbe rot = Niederlage

| Nr.                    | Datum      | Erg. | Gegner         |   | Austragungsort                           | Anlass                            | Bemerkungen                                                                                                |
| ---------------------- | ---------- | ---- | -------------- | - | ---------------------------------------- | --------------------------------- | --- |
| 1                      | 15.04.2018 | 0:4  | Republik China | A | Minxiong (TPE), WuFeng University Campus | Freundschaftsspiel                | Erstes Auswärtsspiel Erste Niederlage Erste Auswärtsniederlage Erstes Länderspiel gegen die Republik China |
| 2                      | 02.05.2018 | 0:15 | Thailand       | A | Bangkok (THA), Indoor Stadium Huamark    | Asienmeisterschaft 2018- Endrunde | Höchste Niederlage Höchste Auswärtsniederlage Erstes Länderspiel gegen Thailand                            |
| 3                      | 04.05.2018 | 0:7  | Hongkong       | * | Bangkok (THA), Indoor Stadium Huamark    | Asienmeisterschaft 2018- Endrunde | Erstes Spiel auf neutralem Platz Erste Niederlage auf neutralem Platz Erstes Länderspiel gegen Hongkong    |
| 4                      | 06.05.2018 | 0:9  | Indonesien     | * | Bangkok (THA), Bangkok Arena             | Asienmeisterschaft 2018- Endrunde | Höchste Niederlage auf neutralem Platz Erstes Länderspiel gegen Indonesien                                 |
| Stand: 24. August 2018 |            |      |                |   |                                          |                                   | |

## Statistik
In der Statistik werden nur die offiziellen Länderspiele berücksichtigt.
Legende
- Sp. = Spiele
- Sg. = Siege
- Uts. = Unentschieden
- Ndl. = Niederlagen
- Hintergrundfarbe grün = positive Bilanz
- Hintergrundfarbe gelb = ausgeglichene Bilanz
- Hintergrundfarbe rot = negative Bilanz

### Gegner
| Land           | Kontinentalverband | Sp. | Sg. | Uts. | Ndl. | Torverhältnis |
| -------------- | ------------------ | --- | --- | ---- | ---- | ------------- |
| Republik China | AFC                | 1   | 0   | 0    | 1    | 0:4           |
| Hongkong       | AFC                | 1   | 0   | 0    | 1    | 0:7           |
| Indonesien     | AFC                | 1   | 0   | 0    | 1    | 0:9           |
| Thailand       | AFC                | 1   | 0   | 0    | 1    | 00:15         |
| Gesamt         | Gesamt             | 4   | 0   | 0    | 4    | 00:35         |

### Kontinentalverbände
| Kontinentalverband                 | Sp. | Sg. | Uts. | Ndl. | Torverhältnis |
| ---------------------------------- | --- | --- | ---- | ---- | ------------- |
| AFC (Asien)                        | 4   | 0   | 0    | 4    | 00:35         |
| CAF (Afrika)                       | 0   | 0   | 0    | 0    | 0:0           |
| CONCACAF (Nord- und Mittelamerika) | 0   | 0   | 0    | 0    | 0:0           |
| CONMEBOL (Südamerika)              | 0   | 0   | 0    | 0    | 0:0           |
| OFC (Ozeanien)                     | 0   | 0   | 0    | 0    | 0:0           |
| UEFA (Europa)                      | 0   | 0   | 0    | 0    | 0:0           |
| Gesamt                             | 4   | 0   | 0    | 4    | 00:35         |

### Anlässe
| Anlass                             | Sp. | Sg. | Uts. | Ndl. | Torverhältnis |
| ---------------------------------- | --- | --- | ---- | ---- | ------------- |
| Asienmeisterschaft-Endrundenspiele | 3   | 0   | 0    | 3    | 00:31         |
| Freundschaftsspiele                | 1   | 0   | 0    | 1    | 0:4           |
| Gesamt                             | 4   | 0   | 0    | 4    | 00:35         |

### Spielarten
| Spielart                       | Sp. | Sg. | Uts. | Ndl. | Torverhältnis |
| ------------------------------ | --- | --- | ---- | ---- | ------------- |
| Heimspiele (H)                 | 0   | 0   | 0    | 0    | 0:0           |
| Spiele auf neutralem Platz (*) | 2   | 0   | 0    | 2    | 00:16         |
| Auswärtsspiele (A)             | 2   | 0   | 0    | 2    | 00:19         |
| Gesamt                         | 4   | 0   | 0    | 4    | 00:35         |

### Austragungsorte
| Austragungsort | Land           | Sp. | Sg. | Uts. | Ndl. | Torverhältnis |
| -------------- | -------------- | --- | --- | ---- | ---- | ------------- |
| Bangkok        | Thailand       | 3   | 0   | 0    | 3    | 00:31         |
| Minxiong       | Republik China | 1   | 0   | 0    | 1    | 0:4           |
| Gesamt         | Gesamt         | 4   | 0   | 0    | 4    | 00:35         |

### Spielergebnisse
|      | Gegentore | Gegentore | Gegentore | Gegentore | Gegentore | Gegentore | Gegentore | Gegentore | Gegentore | Gegentore | Gegentore | Gegentore | Gegentore | Gegentore | Gegentore | Gegentore |
| Tore | 0         | 1         | 2         | 3         | 4         | 5         | 6         | 7         | 8         | 9         | 10        | 11        | 12        | 13        | 14        | 15        |
| ---- | --------- | --------- | --------- | --------- | --------- | --------- | --------- | --------- | --------- | --------- | --------- | --------- | --------- | --------- | --------- | --------- |
| 0    | -         | -         | -         | -         | 1         | -         | -         | 1         | -         | 1         | -         | -         | -         | -         | -         | 1         |